# Angelaïta
L'angelaïta és un mineral de la classe dels sulfurs. Rep el seu nom de la mina Ángela (Chubut, Argentina), on va ser descoberta. Originalment va ser anomenada en anglès "angelaite", sense accent, reanomenada el 2010 per l'Associació Mineralògica Internacional amb accent "ángelaite".

## Característiques
L'angelaïta és una sulfosal de fórmula química Cu₂AgPbBiS₄. Cristal·litza en el sistema ortoròmbic. Es troba en forma d'inclusions en galena.
Segons la classificació de Nickel-Strunz, l'angelaïta pertany a «02.JB: Sulfosals de l'arquetip PbS, derivats de la galena, amb Pb» juntament amb els següents minerals: diaforita, cosalita, freieslebenita, marrita, cannizzarita, wittita, junoita, neyita, nordströmita, nuffieldita, proudita, weibul·lita, felbertalita, rouxelita, cuproneyita, geocronita, jordanita, kirkiita, tsugaruita, pillaita, zinkenita, scainiita, pellouxita, chovanita, aschamalmita, bursaïta, eskimoïta, fizelyita, gustavita, lil·lianita, ourayita, ramdohrita, roshchinita, schirmerita, treasurita, uchucchacuaita, ustarasita, vikingita, xilingolita, heyrovskýita, andorita IV, gratonita, marrucciïta, vurroïta i arsenquatrandorita.

## Formació i jaciments
Es troba en minerals d'or epitermal en roques volcàniques. Sol trobar-se associada a altres minerals com: wittichenita, tel·luri, esfalerita, plata, pirita, miharaïta, matildita, hematites, or, galena, electre, calcopirita, cervel·leïta, bornita, betekhtinita, arsenopirita o aikinita. Va ser descoberta a la mina Ángela, al districte de Los Manantiales (Chubut, Argentina). També se n'ha trobat a Gowa (Indonèsia) i a Pitkyaranta (Rússia).